# Bobby Roth
Robert Jay Roth, detto Bobby (Los Angeles, 1950), è un regista, sceneggiatore, produttore cinematografico  e produttore televisivo statunitense.

## Filmografia parziale

### Cinema
- Incontri particolari (Circle of Power) (1981) - regia
- Una storia a Los Angeles (Heartbreakers) (1984) - regia, produzione e sceneggiatura
- L'infiltrato (The Man Inside) (1990) - regia e sceneggiatura
- Amanda (1996) - regia
- Jack the Dog (2001) - regia, produzione e sceneggiatura
- Manhood (2003) - regia, produzione e sceneggiatura
- Il sogno di Holly (Brave New Girl) (2004) - regia
- Berkeley (2005) - regia, produzione e sceneggiatura

### Televisione
Regia
- Crime Story (1986; 3 episodi)
- Sulla strada per morire (The Switch) (1993)
- La signora del West (Dr. Quinn, Medicine Woman) (1995-1996; 3 ep.)
- Mr. Chapel (Vengeance Unlimited) (1998-1999; 2 ep.)
- Ballando alla luna di settembre (Dancing at the Harvest Moon) (2002)
- The Division (2002-2003; 4 ep.)
- A Date with Darkness: The Trial and Capture of Andrew Luster (2003)
- Blind Justice (2005; 3 ep.)
- Prison Break (2005-2009; 14 ep.)
- Senza traccia (Without a Trace) (2006-2007; 2 ep.)
- Lost (2007-2010; 3 ep.)
- Lincoln Heights - Ritorno a casa (Lincoln Heights) (2007; 2 ep.)
- FlashForward (2009-2010; 4 ep.)
- Revenge (2011-2015; 6 ep.)
- The Lying Game (2012-2013; 2 ep.)
- Grey's Anatomy (2013-2014; 3 ep.)
- Agents of S.H.I.E.L.D. (2013-2015; 5 ep.)

Produzione
- Numb3rs (2005; 6 ep.)